# Tramvajová smyčka Dworzec Niebuszewo

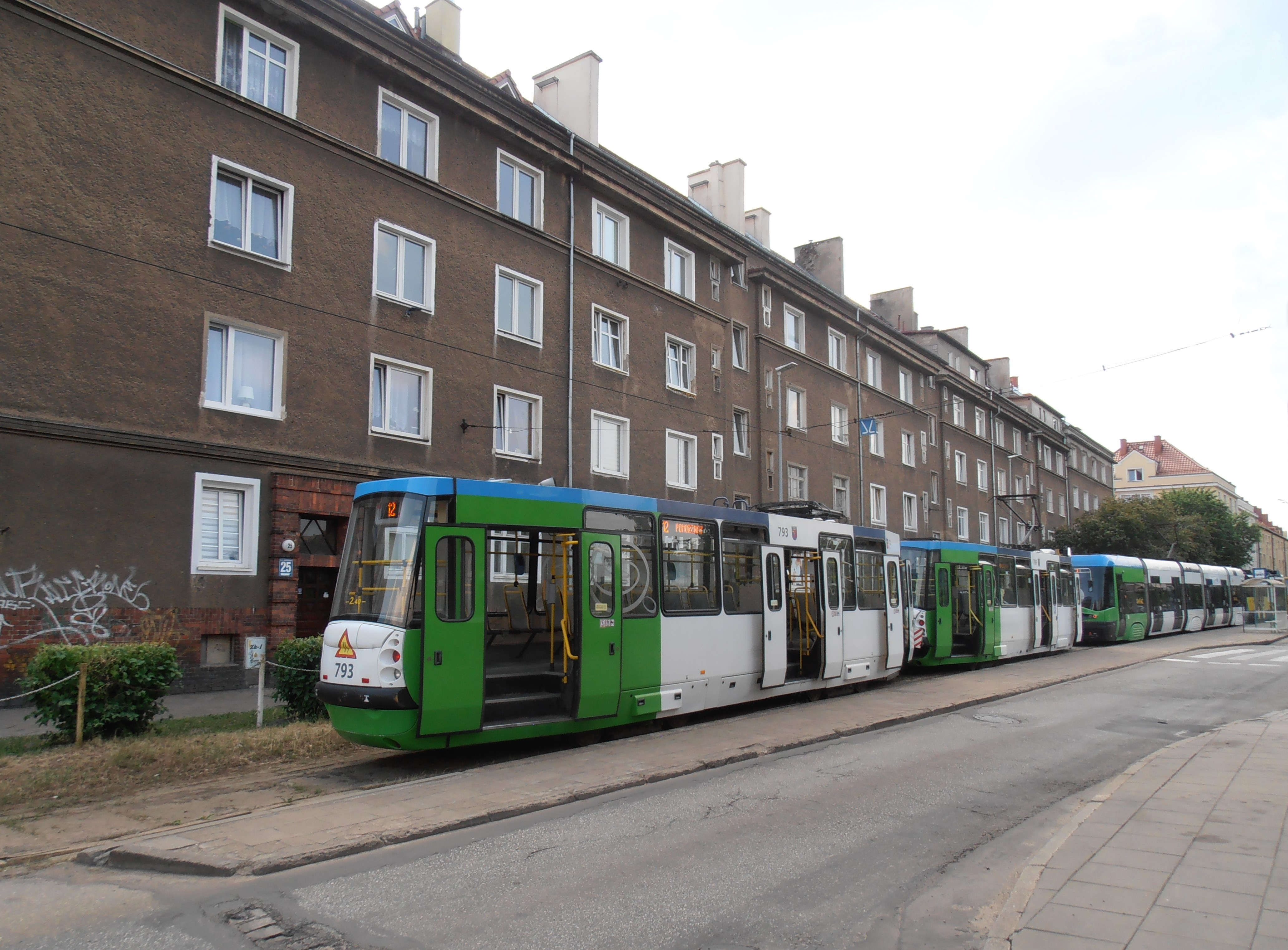
Tramvajová smyčka v roce 2018

Tramvajová smyčka Dworzec Niebuszewo (před rokem 1945 Bahnhof Zabelsdorf) je blokové obratiště v štětínské kolejové síti, nacházející se na okraji sídliště Niebuszewo-Bolinko. Smyčka byla vybudována v roce 1927 spolu s celou tramvajovou tratí Rondo Giedroycia – Dworzec Niebuszewo. To je historicky první tramvajová smyčka ve Štětíně.
Název tramvajové smyčky odkazuje na nedalekou železniční stanici Szczecin Niebuszewo.

## Popis
Tramvajová smyčka prochází ulicemi Adama Asnyka, Elizy Orzeszkowé a Boguchwały. Od samého počátku se jedná o jednokolejnou smyčku. Zastávkové nástupiště se nachází na ulici Elizy Orzeszkowé. Tramvajové koleje smyčky původně nevedly po krajnici, ale uprostřed vozovky. Pro cestující směrem do centra je zřízena další zastávka na ulici Boguchwały. V letech 1977–1978 prošla smyčka modernizací.

### Modernizace v roce 2020

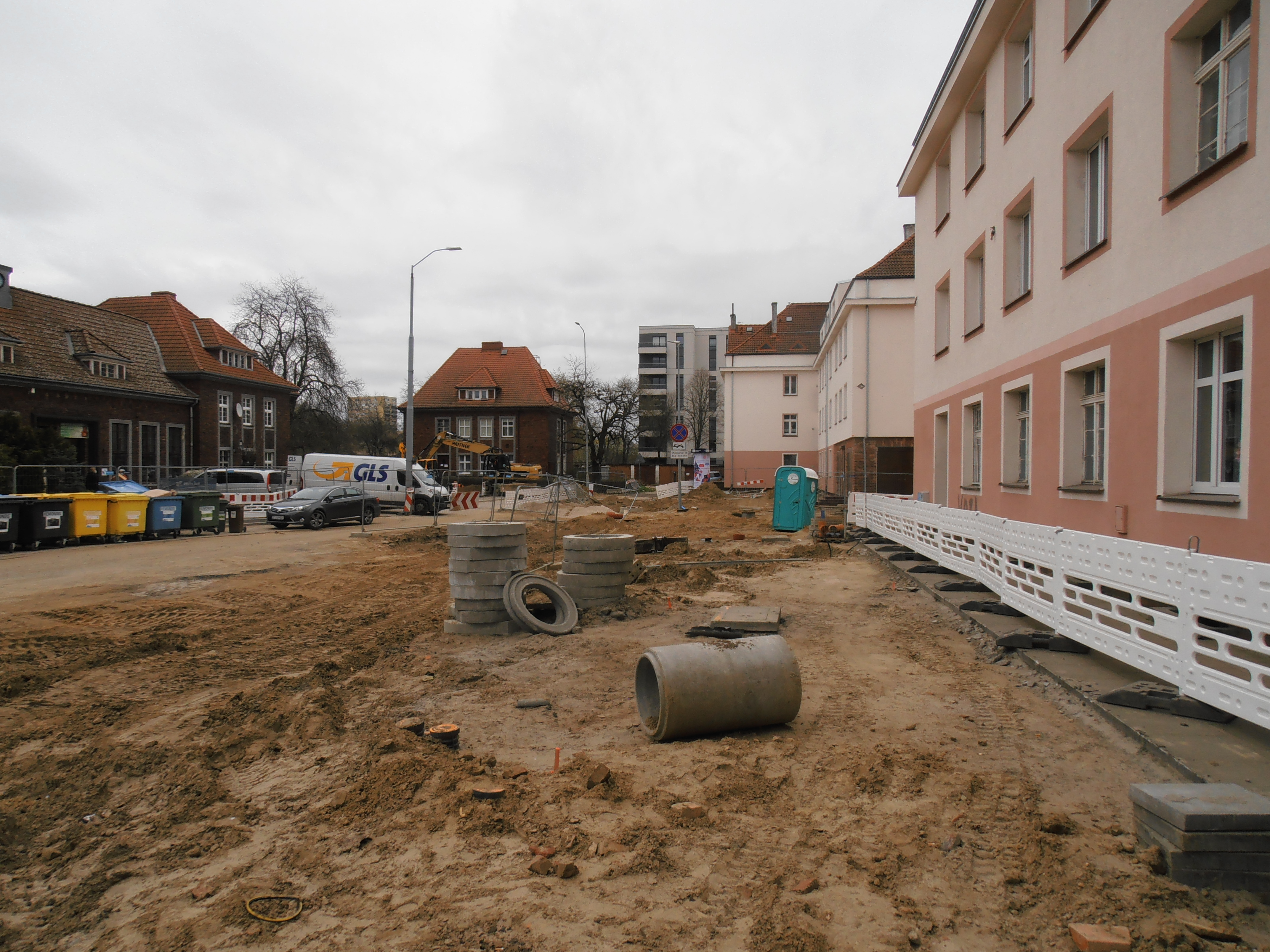
Rekonstrukce tramvajové smyčky, duben 2021

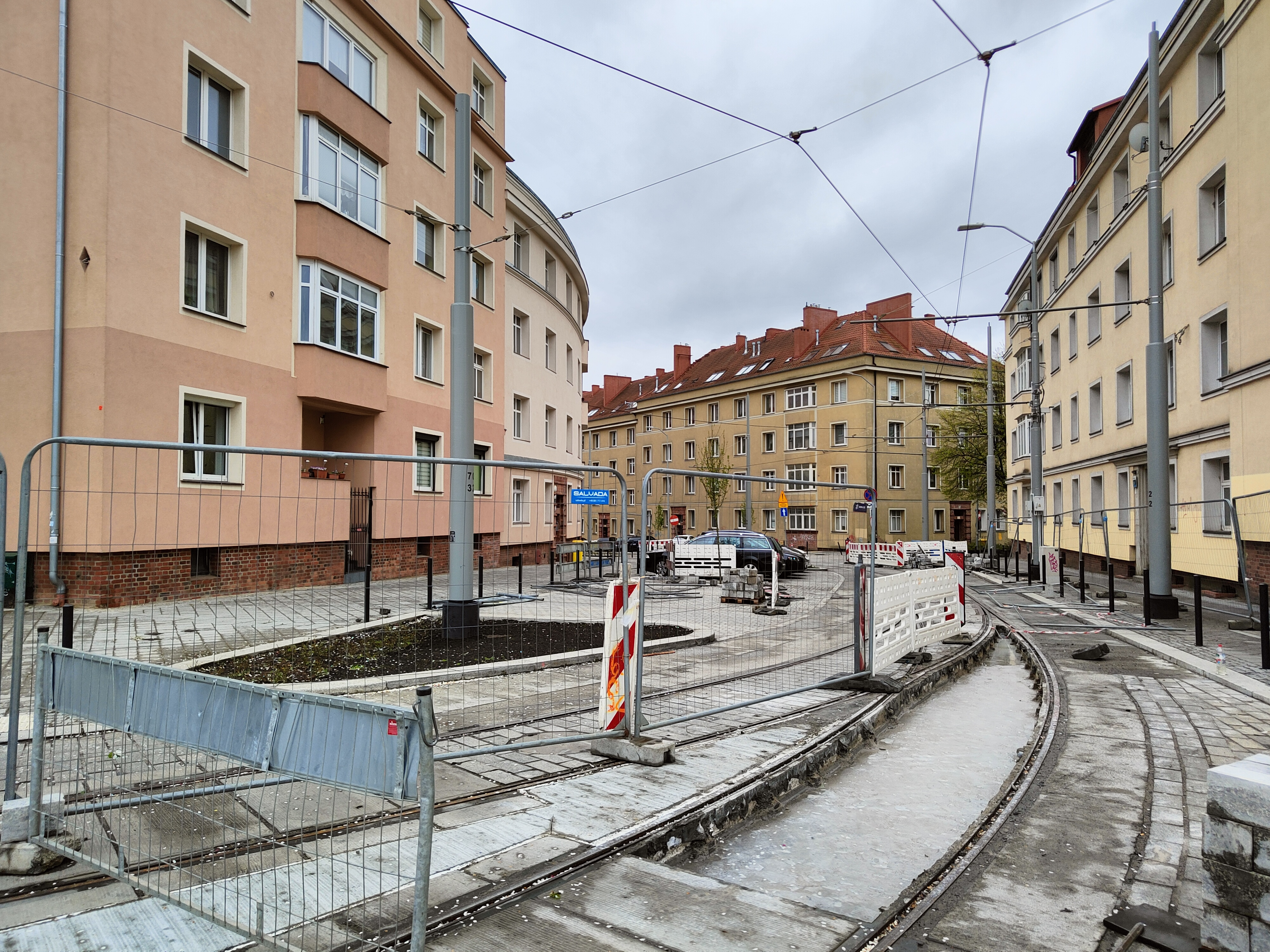
Ulice Boguchwały při výměně dlažby za beton, květen 2023

Dne 11. prosince 2020 byla podepsána smlouva se společností ZUE S.A. na modernizaci tratí a zastávek mimo jiné v ulicích Orzeszkowej, Boguchwały, Asnyka a Kołłątaja, včetně tramvajové smyčky Dworzec Niebuszewo. V rámci modernizace bude smyčka rozšířena o druhou kolej a další nástupiště. Dne 9. ledna 2021 byly zahájeny první stavební práce související s touto investicí. Tramvajové koleje budou přesunuty doprostřed ulice a uvolněný prostor zabere nová vozovka. Po rekonstrukci se konečná stanice stane tramvajovou a autobusovou zastávkou a bude propojena s plánovanou stanicí rychlé městské železnice.
Kvůli pandemii covidu-19 a problémům s neinventarizovaným plynovodem z doby před druhou světovou válkou nebyla modernizace tramvajové smyčky dokončena včas. Termín uvedení tramvajové infrastruktury do provozu byl posunut na jaro 2022. Po zprovoznění ulic přiléhajících ke smyčce došlo k propadu dlažby v oblasti vozovky bezprostředně přiléhající k tramvajové trati. Příčinou byla špatná volba technologie výstavby vozovky, která nezohledňovala hmotnost tramvají a automobilů. V důsledku toho byl termín dokončení rekonstrukce opět posunut a začala výměna dlažby za beton. Dokončení oprav povrchu vozovky a zprovoznění celé smyčky (pro tramvaje a autobusy) se očekávalo do konce července 2023. Tramvaje linky 12 se nakonec vrátily na konečnou Dworzec  Niebuszewo až 2. září 2023.

## Provoz
V současné době do obratiště Dworzec Niebuszewo zajíždí celodenně celotýdenně linky č. 2 a 12. Na svátek Všech svatých je navíc pro návštěvníky Ústředního hřbitova vypravovaná linka č. 15.